# 回=回
『回＝回』（カイ・イコール・カイ）は、核P-MODELの3枚目となるスタジオ・アルバム。アメリカ最大の音楽レビューサイト「Rate Your Music」のエレクトロ・インダストリアル・アルバムランキングにて6位と高い評価を得ている。平沢進が「核P-MODEL」名義でリリースしたスタジオ・アルバムとしては『гипноза』より5年振りのオリジナル・アルバムとなり、核P-MODELの自主レーベルのケイオスユニオン/TESLAKITEより2018年9月5日に発売された。

## 概要
中期～改訂期的作風となっており、すべての曲でギターが使われている点ではP-MODELのアルバム『Potpourri』の作風に近いと言える。今敏監督の作品『OPUS』のテーマ曲など、P-MODELとソロ曲の中間のような曲もある。公式ショップ「TESLAKITE ONLINE SHOP」での購入特典として特製カラオケCDが付属し、ファンクラブ会員向けにはアウトテイク数曲が配信された。2021年からはBandcampにてデジタル版アルバムのダウンロードも可能となっている。

## 収録曲
1. 回＝回 - KAI=KAI
インストゥルメンタル曲。
2. 遮眼大師 - SHAGAN DAISHI
無料配信曲。
『ライブ回＝回 大阪公演メモリアルパッケージカードコンテンツ』には、出囃子付きバージョンとして「遮眼大師 回＝回大阪ver.」が収録されている[6] 。
3. OPUS
今敏監督による同名アニメ映画のテーマ曲。
4. TRAVELATOR
ライブでTRAVELATORの導入として作られたアレンジのセルフアレンジである「TRAVELATOR_PATYF」は無料でダウンロードできる。[7]
5. 亜呼吸ユリア - OTHER BREATHING YURIA
アウトテイク「亜呼吸ユリア(spacy)」がGreen Nerve会員限定で配信されている。
6. 無頭騎士の伝言 - A MESSAGE FROM THE HEADLESS KNIGHT
アウトテイク「無頭騎士の伝言(Ghost Knight Fever)」がGreen Nerve会員限定で配信されている。
『ライブ回＝回 東京公演メモリアルパッケージカードコンテンツ』には、出囃子付きバージョンとして「無頭騎士の伝言 回＝回東京ver.」が収録されている[8] 。
7. ECHO-233
『ライブ回＝回 大阪公演メモリアルパッケージカードコンテンツ』には、出囃子付きバージョンとして「ECHO-233 回＝回大阪ver.」が収録されている[6] 。
8. 幽霊飛行機 - GHOST AEROPLANE
『ライブ回＝回 追加公演メモリアルパッケージカードコンテンツ』には、出囃子付きバージョンとして「幽霊飛行機 回＝回豊洲ver.」が収録されている [9]。
9. PLANET-HOME
『ライブ回＝回 東京公演メモリアルパッケージカードコンテンツ』には、出囃子付きバージョンとして「 PLANET-HOME 回＝回東京ver.」が収録されている [8]。
10. HUMAN-LE
『ライブ回＝回 追加公演メモリアルパッケージカードコンテンツ』には、出囃子付きバージョンとして「HUMAN-LE 回＝回豊洲ver.」が収録されている[9] 。 FUJI ROCK FESTIVAL 2021にて、アンコール2曲目として演奏されるはずだったが機材トラブルの為演奏されずに終わった。[10][11]

### 無料配信曲
1. 「回=回」ダイジェスト - "KAI = KAI" DIGEST
全収録曲のダイジェスト。

### TESLAKITE限定カラオケCD
1. 幽霊飛行機 - GHOST AEROPLANE
2. PLANET-HOME
3. HUMAN-LE

## チャート成績
2018年9月17日付のオリコン週間アルバムランキングで26位を記録。週間インディーズアルバムランキングでは最高1位（2018年9月17日付）。

## 参加ミュージシャン
- 平沢進 - ボーカル、ギター、プログラミング